# ダンディ 歌の旅人
『ダンディ 歌の旅人』（だんでぃ うたのたびびと）は、2015年4月4日から朝日放送ラジオ（ABCラジオ）で、毎週土曜日の6:30 - 6:45に放送されているダイヘン単独提供の音楽番組。
当ページでは、ダイヘンの単独提供で2015年1月から3月まで毎週土曜日の17:25 - 17:55に放送されていた前身番組の『ダンディ 歌の旅』についても記載する。

## 概要
パーソナリティの和沙哲郎が世界各地（毎月最終週のみ日本国内）の街の魅力を紹介しながら、その地に関連のある古今東西の楽曲を放送。リスナーから寄せられたメッセージも取り上げる。
2015年1月に、『ダンディ 歌の旅』というタイトルで土曜日の夕方（17時台の後半）に放送を開始。当時から事前収録で、同年4月改編から放送時間を土曜日の早朝（6時台の後半）へ移したうえで、15分番組の『ダンディ 歌の旅人』として再スタートを切った。
和沙は2015年3月まで朝日放送（ABC）のアナウンサーであったが、同月の定年退職を機に、フリーアナウンサーおよび大阪芸術大学の放送学科教授として活動している。つまり、『ダンディ 歌の旅』は和沙がABCのアナウンサーとして最後に担当を始めた番組で、『ダンディ 歌の旅人』はフリーアナウンサーとして最初にレギュラーで出演した番組に当たる。